# Anífion
Anífion (Anyfi) är en ort i Grekland.   Den ligger i prefekturen Nomós Argolídos och regionen Peloponnesos, i den södra delen av landet, 90 km väster om huvudstaden Aten. Anífion ligger 42 meter över havet och antalet invånare är 745.
Terrängen runt Anífion är kuperad åt nordost, men åt sydväst är den platt. Runt Anífion är det ganska glesbefolkat, med 34 invånare per kvadratkilometer. Närmaste större samhälle är Argos, 5,7 km sydväst om Anífion. Trakten runt Anífion består i huvudsak av gräsmarker.